# Gianluca Bezzina
Gianluca Bezzina (* 9. listopadu 1989, Qrendi) je maltský lékař a občasný zpěvák. V květnu 2013 reprezentoval Maltu na Eurovision Song Contest 2013 ve švédském Malmö, kde s písní "Tomorrow" obsadil 8. místo se ziskem 120 bodů.

## Biografie
Narodil se jako třetí ze sedmi dětí ve velké rodině v Qrendi. Jeho prarodiče patřili mezi populární maltské písničkáře a byli průkopníky zpívání písní v maltštině oproti tradiční angličtině. Jeho sestra Dorothy je populární zpěvačka. V červenci 2012 si na Maltě otevřel lékařskou praxi.

### Hudební kariéra
Ve věku sedmi let se začal učit hrát na klávesový akordeon. Současně vystupoval v maltském dětském pěveckém sboru.
Je frontmanem uskupení Funk Initiative, s nímž vydal několik regionálně populárních singlů.
Dne 2. února 2013 s písní "Tomorrow" zvítězil v maltském národním kole do Eurovision Song Contest 2013. Skončil první v bodování porotců a druhý v diváckém hlasování (první místo obsadil Kevin Borg). V Malmö vystoupil 16. května v druhém semifinálovém kole, odkud postoupil do finále. Tam pro Maltu o dva dny později získal 8. místo se ziskem 120 bodů (nejlepší umístění od roku 2005). Po návratu na Maltu byl na letišti přivítán davy fanoušků.